# San Martín de Loba

Localização do município de San Marin de Loba no departamento de Bolívar.

San Martin de Loba é um município da Colômbia no departamento de Bolívar, ao norte.